# Ennya bordoni
Ennya bordoni är en insektsart som beskrevs av Albino Morimasa Sakakibara 1996. Ennya bordoni ingår i släktet Ennya och familjen hornstritar. Inga underarter finns listade i Catalogue of Life.